# Очин-Плещеев, Пётр Григорьевич
Пётр Григорьевич Очин-Плещеев — стольник и воевода. 

## Служба
Сын воеводы Григория Андреевича Глазуна Очина-Плещеева. Родился в начале XVII века, упоминается с 1625 года, когда в чине стольника участвовал в чине свадьбы царя Михаила Федоровича на княжне Долгоруковой, с этого времени он находился постоянно в Москве, где нес стольничью службу при дворе: «смотрел в столы» при торжественных царских обедах, был рындой при представлениях иностранных послов царю, сопровождал царя в путешествиях по монастырям и примосковным селам.  
В 1638 и 1639 году был воеводой на Вале, в 1641 году первым воеводой в Туле, с 1641 по 1655 год снова находился при дворе, в 1655 году отправился с царем в поход на поляков третьим головой у огней в царском полку. Год смерти П. Г. Очина-Плещеева неизвестен. 

## Семья
Петр Григорьевич был женат на княжне Александре Михайловне Кашиной, дочери боярина князя Михаила Фёдоровича Кашина. От этого брака две дочери:
- Евдокия Петровна — жена князя Григория Фёдоровича Щербатова.
- Ксения Петровна (ум. до 1674) — девица.